# Otto Seel
Otto Seel (* 14. Januar 1907 in Annweiler; † 11. Februar 1975 in Erlangen) war ein deutscher Klassischer Philologe (Latinist).

## Leben
In Annweiler besuchte der Sohn eines königlich-bayerischen Steuereinnehmers bis 1917 die Volksschule und danach das humanistische Gymnasium in Landau. Nach dem Abitur 1926 studierte er zwei Semester Naturwissenschaften an der Universität Freiburg und an der Universität München. Anschließend begann er das Studium der Klassischen Philologie in Frankfurt, wechselte nach zwei Semestern wieder nach München und nach einem weiteren Semester an die Universität Erlangen. Dort wurde er 1929 promoviert. November 1933 trat er der SA bei. Ebenfalls in Erlangen habilitierte er sich 1935 mit der Schrift Hirtius. Untersuchungen über die pseudocaesarischen Bella und den Balbusbrief und erhielt 1936 eine Dozentur für Klassische Philologie und Alte Geschichte. 1937 trat er der NSDAP bei. Nach seiner Ernennung zum planmäßigen außerordentlichen Professor 1940 war er Dozentenbundführer an der Universität.  Er wurde 1943 zum Kriegsdienst eingezogen, so dass ihn am 18. August 1943 der Ruf zum ordentlichen Professor „im Felde“ erreichte.
Nach Ende des Krieges wurde er erst 1949 erneut als Dozent bestätigt und zum außerplanmäßigen Professor ernannt. 1950 erhielt er zunächst die Vertretung des durch den Tod von Kurt Witte freigewordenen Lehrstuhls für Klassische Philologie und wurde 1951 als ordentlicher Professor auf diesen Lehrstuhl berufen, den er bis zu seiner Emeritierung 1972 behielt.
Zu Seels Schülern zählen u. a. Walter Burkert, Gerhard Pfohl und Günter Wojaczek.
Nach ihm war der Otto-Seel-Preis benannt, ein 1997 bis 2002/03 jährlich vom Universitätsbund Erlangen-Nürnberg gestifteter und von der Philosophischen Fakultät vergebener Habilitationspreis für junge Nachwuchswissenschaftler.

## Schriften (Auswahl)
- Sallust von den Briefen ad Caesarem zur Coniuratio Catlinae. Teubner, Leipzig 1930 (Dissertation).
- Hirtius. Untersuchungen über die pseudocaesarischen Bella und den Balbusbrief. Scientia Verl., Aalen 1963 (Zugl. Habilitations-Schrift, Erlangen, 11. Juli 1935)
- Römertum und Latinität, Stuttgart 1964
- Der Physiologus. Übertragen und erläutert. 1970; 4. Aufl. München 1984
- Verschlüsselte Gegenwart : 3 Interpretationen antiker Texte. Klett, Stuttgart 1972, ISBN 3-12-907090-7
- Eine römische Weltgeschichte: Studien zum Text der Epitome des Iustinus und zur Historik des Pompejus Trogus. Carl, Nürnberg 1972, ISBN 3-418-00039-8
- Quintilian oder die Kunst des Redens und Schweigens. Klett-Cotta, Stuttgart 1977, ISBN 3-12-906950-X